# Weronika Szmajdzińska
Weronika Szmajdzińska (ur. 10 marca  1994 w Szczecinie) – polska modelka, zdobywczyni tytułu Miss Polski Nastolatek 2011. Reprezentowała Polskę na światowym konkursie Miss Global Teen 2012, który wygrała.
W 2012 roku została delegowana na konkurs Miss World 2012, który odbył się w Chinach w mieście Ordos. Wiosną 2015 roku wzięła udział w polskiej edycji Project Runway nadawanej przez stację TVN, jako modelka. 30 października 2015 roku Biuro Miss Polski poinformowało, że Weronika będzie reprezentować Polskę w finale Miss Universe 2015, który odbędzie się w Las Vegas w USA.